# Heinrich Ludwig Germanicus Gourdé
Heinrich Ludwig Germanicus Gourdé, auch Heinrich Louis Germanicus Gourdé (* 24. Dezember 1806 in Idstein; † 21. März 1864 in Wiesbaden) war ein deutscher Unternehmer und Mitglied  der Ersten Kammer der Landstände des Herzogtums Nassau.

## Leben
Louis Gourdé war ein Sohn des ehemaligen französischen Offiziers der Artilleriegarde, Jean Gourdé (1769–1842), und dessen Ehefrau Amalie Marianne Dombois. Zu Beginn der 1850er Jahre wanderte er aus seiner ursprünglichen Heimat Frankreich in das Herzogtum Nassau ein und betrieb in Dillenburg ein Walzwerk.
Er war unternehmerisch so erfolgreich, dass er später zur Dillenburger Oberschicht, deren Steuerkapital auf über 1500 Gulden angesetzt wurde, gehörte.
Gourdé engagierte sich stark in der Politik und forderte 1859 als Unterzeichner der „Erklärung der Nassauer“ die Einigung Deutschlands unter preußischer Führung und hatte Anfang 1863 gemeinsam mit Theodor Dilthey, Hubert Hilf, Daniel Raht, Friedrich Schenck, Christian Scholz und andere Liberale ein Programm für die Nassauische Fortschrittspartei, die nach den Landtagswahlen im Dezember 1863 gegründet wurde, erarbeitet. Sie war die Nassauische Sektion des Deutschen Nationalvereins. Dort war er Mitarbeiter der Wochenschrift dieser Organisation und führte in den Jahren von 1860 bis 1862 die Kasse für den Bezirk Nassau. 
Er nahm an der ersten Generalversammlung des Deutschen Nationalvereins am 3. September 1860 in Coburg teil. 
Am 24. April 1854 wurde er in Limburg von Seiten der höchstbesteuerten Gewerbetreibenden in die Erste Kammer der Landstände des Herzogtums Nassau gewählt und wurde Nachfolger des Abgeordneten Karl Lossen. 

### Familie
Am 25. September 1836 heiratete er in Idstein Elisabeth August Henriette Meinhard (1800–1865).

### Öffentliche Ämter
- Beirat der Landesbank-Direktion Nassau[7]